# Le Villi
Le Villi (en español, Las Villi) es una ópera-ballet en dos actos con música de Giacomo Puccini y libreto en italiano de Ferdinando Fontana, basado en el cuento Les Willis de Alphonse Karr. 
Es la primera ópera compuesta por Puccini. Se estrenó en Milán, en el Teatro dal Verme, el 31 de mayo de 1884, con Rosina Caponetti y Antonio d'Andrade como intérpretes, bajo la dirección de Arturo Panizza. Puccini escribió una nueva versión de dos actos —la original tenía uno— que fue estrenada en el Teatro Regio de Turín el 26 de diciembre de 1884.

## Historia
Puccini escribió Le Villi para participar en una concurso de óperas de un solo acto, organizado por Edoardo Sonzogno, industrial y dueño de un periódico milanés. La ópera no mereció ni siquiera una mención especial. A pesar de eso, gracias a la ayuda de Fontana, su libretista, Puccini consiguió el apoyo de personas influyentes para estrenar la ópera, logrando un notable éxito. Fue entonces cuando Giulio Ricordi ofreció un contrato por los derechos de publicación de la ópera previa modificación para agrandarla, lo cual hizo Puccini para esa nueva versión que se estrenó en diciembre del mismo año; después el compositor hizo un par de versiones más, una en 1885 y una última en 1889.
Además del Intermezzo que compuso Puccini para la segunda versión, se suelen destacar tres arias:
- Se come voi piccina (Anna)
- Anima santa della figlia mia (Guglielmo)
- Torna ai felici dì (Roberto)

El libreto de la ópera se nutre de las leyendas de la Europa Central, según las cuales las Willis son espíritus de mujeres que han sido traicionadas por sus amantes. El mismo tema es tocado en el ballet Giselle y la ópera La viuda alegre (cuyo libreto fue traducido al italiano por el mismo Fontana). 
Esta ópera se representa poco; en las estadísticas de Operabase aparece la n.º 169 de las óperas representadas en 2005-2010, siendo la 54.ª en Italia y la oncena de Puccini, con 18 representaciones en el período.

## Personajes
En el libreto, cada parte del intermezzo sinfónico entre los actos I y II – L'Abbandono (La deserción) y La tregenda (El espectro) – está precedido por unos versos explicativos que relatan los acontecimientos. Michele Girardi, citando una carta de Fontana a Puccini de 3 de septiembre de 1884, ha señalado que el libretista pretendía que el público lo leyese, pero realmente no se pretendía que un narrador lo recitara. Según Mosco Carner, Puccini había pretendido que los versos se leyeran por el público, aunque él señala que no hay ninguna mención de que ello ocurriera realmente en las críticas contemporáneas de la primera producción. Del mismo modo, no hay documento que acredite que se usó un narrador en la primera representación de Le Villi en la Metropolitan opera en 1908. A pesar de todo, se usa un narrador en algunas producciones modernas, como la producción de septiembre de 2004 en el Teatro Dal Verme con Leo Nucci como el narrador, y la de agosto de 1994 en el Festival della Valle d'Itria en Martina Franca con Massimo Foschi como narrador. Un narrador (Tito Gobbi) se usó también en la grabación de la obra en estudio de Sony en 1981. 
| Personaje                               | Tesitura        | Reparto del estreno, Milán, Teatro Dal Verme, 31 de mayo de 1884 (Director:) | Reparto del estreno, de la segunda versión, Turín, Teatro Regio, 26 de diciembre de 1884 (Director: Giovanni Bolzoni) | Reparto del estreno, de la tercera versión, Milán, Teatro alla Scala, 24 de enero de 1885 (Director: Franco Faccio) | Reparto del estreno, de la cuarta versión, Milán, Teatro Dal Verme, 7 de noviembre de 1889 (Director: Alessandro Pomè) |
| --------------------------------------- | --------------- | ---------------------------------------------------------------------------- | --- | --- | --- |
| Guglielmo, el guardabosques jefe        | barítono o bajo | Erminio Peltz                                                                | Agostino Gnaccarini                                                                                                   | Delfino Menotti | Mario Sammarco |
| Anna, su hija                           | soprano         | Rosina Caponetti                                                             | Elena Boronat | Romilda Pantaleoni                                                                                                  | Elena Thériane |
| Roberto, un joven                       | tenor           | Antonio d'Andrade                                                            | Enrico Filippi-Bresciani                                                                                              | Andrea Anton | Michele Mariacher |
| Montañeros, hadas, espíritus invisibles |                 |                                                                              | | | |

## Instrumentación
Pícolo, 2 flautas, 2 oboes, 2 clarinetes, 2 fagotes, fagot bajo, 4 trompas, 2 trompetas, pistón, corneta, 3 trombones, cimbasso (BT), timbal, triángulo, tambor, plato, tam-tam, carillón, arpa, cuerdas.

## Argumento
Lugar: Selva Negra
Tiempo: Época indeterminada

### Acto I
En casa del guardabosque se celebran los esponsales entre Roberto y Anna. De repente Roberto debe partir a Maguncia para hacerse cargo de una herencia. Anna tiene un mal presentimiento. Todos le desean un buen viaje.

### Intermezo
El espectador, a través de una narración de una versión escenificada, descubre el modo en que una sirena seduce a Roberto y cómo este se olvida a Anna. A continuación, en una segunda versión, presenciamos el cortejo fúnebre de Anna, que muere de tristeza, y cómo las almas de las muchachas abandonadas esperan a sus amantes infieles, quienes son inducidos a la danza de la muerte.

### Acto II
Guglielmo, el padre de Anna, llora la muerte de su hija. Mientras se dirige a su casa, se oyen las voces de las bacantes. Roberto, movido por el arrepentimiento, regresa a casa. Allí se le aparece el espíritu de Anna. Ambos son rodeados por las bacantes, quienes le acosan y le obligan a bailar con Anna hasta que encuentra la muerte en sus brazos.

## Discografía
- Lorin Maazel dirige a Renata Scotto, Plácido Domingo, Leo Nucci y Tito Gobbi. (nominada para el Premio Grammy, 1981)